# جيرالد أولريش
جيرالد أولريش هو سياسي ألماني، ولد في 23 ديسمبر 1962 في اشمالكالدن في ألمانيا. نشط حزبياً في الحزب الديمقراطي الحر. في الانتخابات الفيدرالية الألمانية 2017، انتخب عضو في البوندستاغ الألماني عن دائرة Suhl – Schmalkalden-Meiningen – Hildburghausen – Sonneberg ‏ وقد انضم خلال البوندستاغ الألماني التاسع عشر (24 أكتوبر 2017 – ) للكتلة البرلمانية جماعة الديمقراطيين الأحرار ‏.